# وادی دودآلود
وادی دودآلود (انگلیسی: Smoky Valley) یک رمان وسترن نوشتهٔ دونالد همیلتون است.

## خلاصه داستان
جان پریش فرار نمی‌کند، حتی زمانی که بارون، زمین‌دار محلی سعی می‌کند او را از خانه‌اش با سوزاندن بیرون کند. این سرباز سابق باید به اندازه کافی زنده بماند تا با زیرکی بر دشمنانش غلبه کند.

## اقتباس سینمایی
این داستان در سال ۱۹۵۵ با نام مردان خشن با بازی گلن فورد، باربارا استانویک، و ادوارد جی. رابینسون به فیلم تبدیل شد.